# Santuari de Falgars
Santuari de Falgars és un santuari marià del municipi de la Pobla de Lillet (Berguedà) protegit com a bé cultural d'interès local. Situat a la serra de Falgars, s'hi pot arribar per la carretera asfaltada de la Guardiola, 2 km abans d'arribar a la Pobla de Lillet, ran de la casa de Cal Roger, kilòmetre 71. Actualment hi ha una àmplia zona d'esbarjo amb barbacoes i lloc per dinar. En el seu mirador es pot gaudir de magnífiques vistes sobre el Cadí i el Moixeró cap al nord i, a llevant, serra de Montgrony, Puigmal i cap a l'oest Rasos de Tubau i serra d'Ensija.

## Descripció
És una edificació massissa i de considerables dimensions que consta d'església i hostatgeries. Consta de grosses parets de pedra i coberta a dues vessants amb teula aràbiga. Algunes estances estan cobertes amb volta. L'hostatgeria es va construir una mica més tard que l'església i ha sofert múltiples ampliacions i remodelacions. La part més nova és un cos perpendicular a l'església i que té un porxo cobert amb falsa volta.
Quant a l'església, disposa de campanar d'espadanya de dues obertures a mitja teulada. Queden restes de l'antiga església romànica perdudes en el conjunt i es conserva l'antiga porta romànica ferrada a l'entrada del santuari.
Aquesta porta és de dues fulles que s'obren endins, la fusta és moderna però la ferramenta és romànica. El disseny és fet a base d'unes cintes juxtaposades i planes, dividides per un nervi central, les quals es cargolen als extrems formant volutes; al batent del costat esquerre les tiges tenen una disposició horitzontal, mentre que les del batent dret les té en vertical.
A l'interior, hi ha una imatge de la Mare de Déu gòtica, feta d'alabastre i datada al segle xv.

## Història

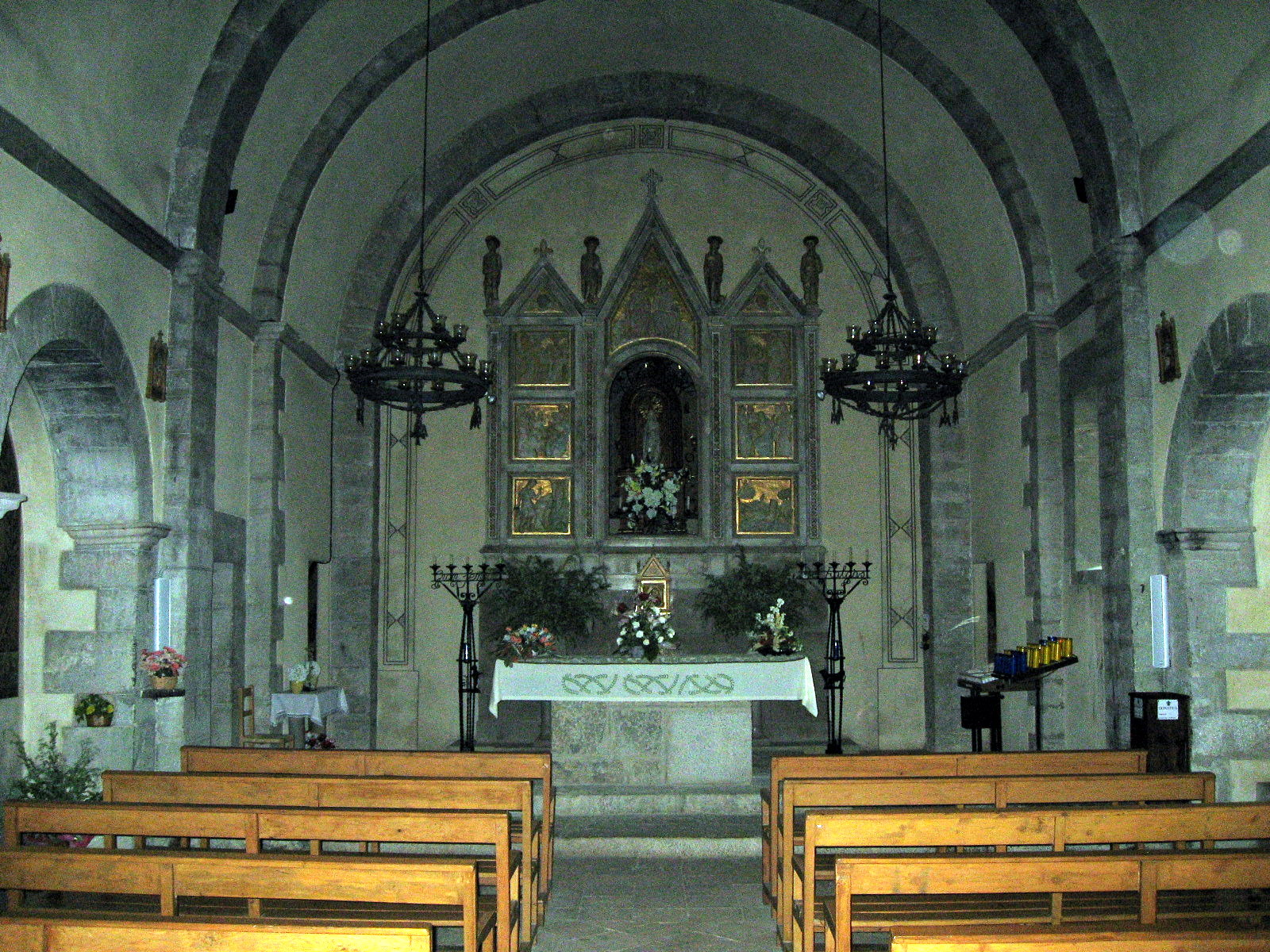
Interior gòtic del Santuari de Falgars

La primera menció del lloc és de l'any 984, en l'acta de consagració de la desapareguda església de Sant Cristòfol de Vallfogona. L'any 1120, l'església fou donada al monestir de Sant Llorenç prop Bagà, en un moment de plena construcció de l'edifici de Falgars. L'objectiu de la donació de Ramon i Eliardis era que l'església fos cuidada.
Regida primer pel rector de Sant Cristòfol, fou benefici propi a partir de 1352, data a partir de la qual començà a acollir ermitans. L'església romànica fou substituïda l'any 1646 per l'actual, en una època d'aflorament de santuaris marians arreu de Catalunya.
L'església va ser parroquial durant tota l'edat mitjana, avui en queden escasses restes, trobats recentment, al 2018. Se sap que es trobava situada a prop del santuari de Falgàs i que hi eren venerades les reliquies de Sant Cristòfol, Santa Susanna i Sant Nazari. Va ser consagrada a finals del segle x, a precs del comte Oliba, la seva dona i els habitants de l'indret, pel bisbe Sal·la d'Urgell, que hi establí un cementiri i una sagrera de 30 passes al seu voltant. Els seus limits eren la serra d'Od, el Catllaràs, Fontanelles i la serra de Falgàs. Quan l'any 1120 va ser fundat el que amb el temps esdevindria el Santuari de Falgàs, aquest va estar regit pel capella de Vallfogona, però en la visita al deganat del Berguedà de 1312 totes dues tenien ja caràcter de parroquial, si bè la de Vallfogona figurava fins a finals del segle xiv com a principal.

## Pelegrinatge
Presideix el santuari una imatge gòtica d'alabastre, del segle xv de la Verge de Falgars. La primitiva imatge va desaparèixer, però la tradició explica que un pastor de Saus, va trobar la imatge de la mare de Déu entre unes falgueres. D'aquí prové, es diu, el nom del Santuari de Falgars com un "lloc de moltes falgueres". A mig paratge de Falgars, es troba restaurada la cova on es pot veure la Verge primitiva que es mostra donant el pit al seu fill. Ha estat de sempre un lloc de pelegrinatge i devoció, no sols per a poblatans i veïns dels voltants de la comarca, sinó que per a molta gent que ve de terres llunyanes. En són dates especials la Trobada de poblatans i expoblatans, la Diada de Sant Marc, la Festa major de Falgars i la Dansa de Falgars.